# Cộng hòa Dân chủ Nhân dân Ethiopia
Cộng hoà Dân chủ Nhân dân Ethiopia (PDRE) (Tiếng Amhara: የኢትዮጵያ ሕዝባዊ ዲሞክራሲያዊ ሪፐብሊክ) là tên chính thức của Ethiopia và Eritrea từ năm 1987 đến 1991. CHDCND Ethiopia được điều hành bởi một chính phủ Cộng sản do Mengistu Haile Mariam và Đảng Lao động Ethiopia lãnh đạo. Chính quyền này đã giải tán Derg-chế độ Cộng sản độc tài quân sự phụ trách đất nước trước đó thiết lập Nhà nước độc đảng với Đảng Lao động Ethiopi là cơ quan tối cao, mặc dù có những thành viên cũ của Derg tham gia chính phủ mới.
Cộng hoà Dân chủ nhân dân Ethiopia chính thức thành lập ngày 22 tháng 2 năm 1987, ba tuần sau cuộc trưng cầu dân ý với bản Hiến pháp được thông qua năm 1987, với tư cách là một nhà nước độc đảng theo Chủ nghĩa Marx-Lenin. Mặc dù chính quyền Derg vẫn có quyền lực lớn đến tháng 9, thời gian dài sau cuộc tổng tuyển cử ngày 14 tháng 6, bầu các thành viên của Shengo.
Cộng hoà Dân chủ Nhân dân Ethiopia chấm dứt sự tồn tại vào tháng 5 năm 1991, khi Mengistu rời Ethiopia và các đơn vị quân sự của Mặt trận Dân chủ Cách mạng Nhân dân Ethiopia tiến vào Addis Ababa.